# Харингей
Лондонский боро Харингей (англ. London Borough of Haringey, МФА: hærɪŋɡeɪо файле) — один из 32 лондонских боро, часть исторического графства Мидлсекс. Площадь — 29,59 км².

## История
Район образован 1 апреля 1965 года объединением районов Хорнси, Вуд-Грин и Тоттенем.

## Население
По данным переписи 2011 года население боро Харингей составляет 255 500 человек, из них 20,3 % составили дети (до 15 лет), 69,2 % лица трудоспособного возраста (от 16 до 64 лет) и 10,5 % лица пожилого возраста (от 65 лет и выше). В Тоттенеме находится район, называемый «Литтл Раша» (англ. Little Russia), который состоит преимущественно из русских иммигрантов.

### Этнический состав
Основные этнические группы, согласно переписи 2011 года:
60,5 % — белые, в том числе 34,7 % — белые британцы, 2,7 % — белые ирландцы, 0,1 — ирландские путешественники и 23,0 % — другие белые (греки и греки-киприоты, поляки, русские, евреи, итальянцы, португальцы, албанцы, болгары, американцы);
4,8 % — выходцы из Южной Азии, в том числе 2,3 % — индийцы, 1,7 % — бенгальцы и 0,8 % — пакистанцы;
1,5 % — китайцы;
3,2 % — другие азиаты (турки, турки-киприоты, афганцы, курды, ливанцы, иракцы, тайцы, малайзийцы);
18,7 % — чёрные, в том числе 9,0 % — чёрные африканцы (сомалийцы, конголезцы, ганцы), 7,1 % — чёрные карибцы (ямайцы, барбадосцы, тринидадцы) и 2,6 % — другие чёрные;
0,9 % — арабы;
6,5 % — метисы, в том числе 1,9 % — чёрные карибцы, смешавшиеся с белыми, 1,5 % — азиаты, смешавшиеся с белыми, 1,0 % — чёрные африканцы, смешавшиеся с белыми и 2,1 % — другие метисы;
3,9 % — другие (колумбийцы, эквадорцы, боливийцы, алжирцы).

### Религия
Статистические данные по религии в боро Харингей на 2011 год:
| Религия      | Харингей % | Лондон % | Англия % |
| ------------ | ---------- | -------- | -------- |
| Христианство | 45,0       | 48,4     | 59,4     |
| Ислам        | 14,2       | 12,4     | 5,0      |
| Иудаизм      | 3,1        | 1,8      | 0,5      |
| Индуизм      | 1,8        | 5,0      | 1,5      |
| Буддизм      | 1,1        | 1,0      | 0,5      |
| Сикхизм      | 0,3        | 1,5      | 0,8      |
| Другие       | 0,5        | 0,6      | 0,4      |
| Нет религии  | 25,2       | 20,7     | 24,7     |
| Не указана   | 8,9        | 8,5      | 7,2      |

## Транспорт
По территории Харингей проходят линии Лондонского метрополитена и Лондонской надземки.

## Спорт
В боро базируется футбольный клуб Тоттенхэм Хотспур, выступающий в Премьер-лиге.